# هامبرتو دلگادو
هامبرتو دلگادو (انگلیسی: Humberto Delgado; ۱۵ مهٔ ۱۹۰۶ – ۱۳ فوریهٔ ۱۹۶۵) سیاستمدار، دیپلمات و فرمانده نظامی اهل پرتغال بود.